# Livingstone Supongo
Livingstone Supongo (англ. Livingstone I Presume, с исп. — «Ливингстон, я полагаю?») — приключенческая компьютерная игра в жанре платформер, созданная испанскими разработчиками Хосе Антонио Моралесом Ортегой и Гонсало Суаресом Жираром и выпущенная компанией Opera Soft в ноябре 1986 года.
Сеттинг и сюжет игры основываются на исторических событиях XIX века, когда газетный корреспондент Генри Мортон Стэнли отправился в экспедицию для поиска известного шотландского исследователя Давида Ливингстона, от которого долгое время не было сообщений из Африки. В Livingstone Supongo игрок берёт на себя роль Стэнли, перед которым поставлена задача поиска пропавшего путешественника. Главного героя в пути предостерегает множество опасностей — дикие животные, естественные преграды, враждебные племена и другие. Для уничтожения врагов и преодоления препятствий Стэнли применяет четыре предмета (бумеранг, нож, гранату и шест), вносящих в игру свои игровые механики. В то же время, игровой искусственный интеллект отличается разнообразным поведением.
Livingstone Supongo является первой игрой, выпущенной компанией Opera Soft. Изначально выпуск произошёл для компьютеров Amstrad CPC, а в дальнейшем было произведено портирование на ZX Spectrum, Commodore 64, MSX, MSX 2, DOS, Amstrad PCW, Atari ST. После успеха на испанском рынке Livingstone Supongo была адаптирована и выпущена компанией Alligata Software Ltd в Великобритании под названием Livingstone I Presume, и в дальнейшем игра распространялась и в других европейских странах. Livingstone Supongo вошла в состав нескольких сборников.
Игровая пресса положительно встретила игру. Критики отметили хорошее качество графики и анимации, высокую сложность игры, а звуковое сопровождение было оценено как среднее. Успешный дебют Opera Soft Livingstone Supongo позволил компании выпустить в дальнейшем ряд других игр, а в 1989 году был выпущен сиквел Livingstone Supongo II. Livingstone Supongo оказала влияние на развитие приключенческих платформеров, своевременно предложив альтернативные существующим игровые механики.

## Историческая основа

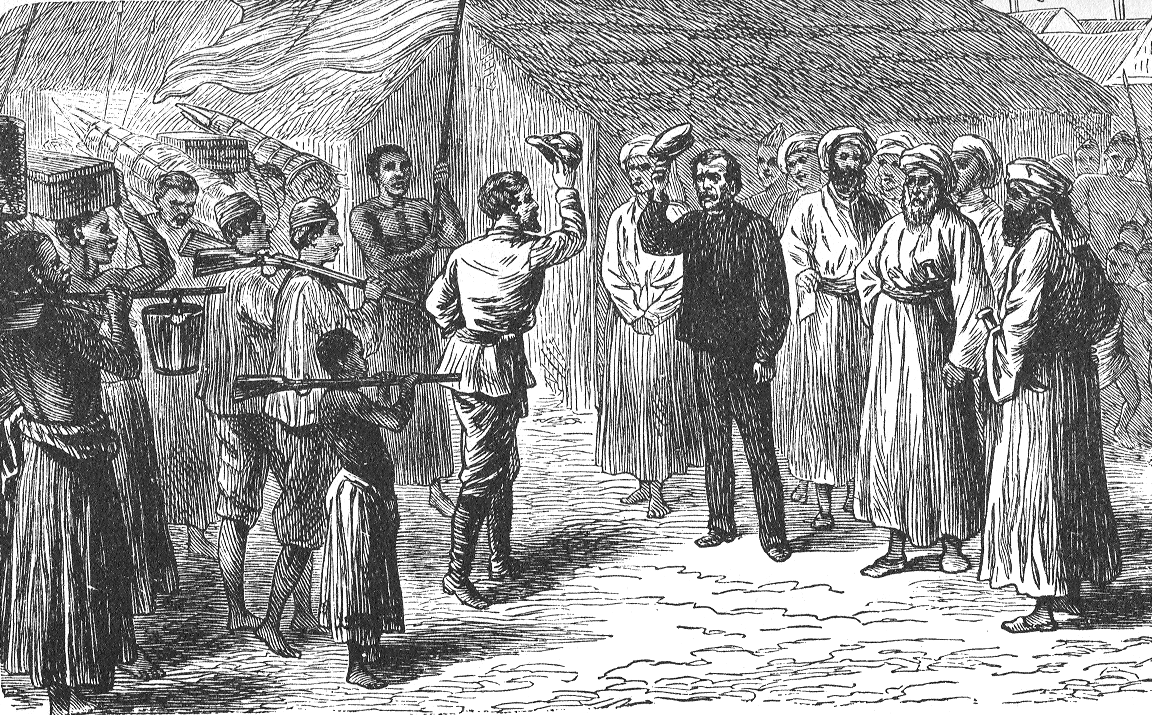
Генри Мортон Стэнли встречает Давида Ливингстона

Сеттинг и сюжет игры базируются на исторических событиях викторианской эпохи. Известный шотландский исследователь и миссионер Давид Ливингстон с 1841 года в течение нескольких лет совершил несколько миссий и экспедиций в Африку, и по возвращении стал национальным героем. В 1866 году исследователь отправился в экспедицию на поиски истоков Нила. В 1871 году из-за отсутствия новостей от Ливингстона американская газета «Нью-Йорк Герольд» организовала экспедицию для поиска путешественника, которую возглавил газетный корреспондент Генри Мортон Стэнли. Экспедиция стартовала с Багамойо, восточного побережья Африки, и, следуя по бассейну реки Замбези, вышла к городу Уджиджи, где предполагалось найти Давида Ливингстона.
При встрече Стэнли поприветствовал исследователя фразой, которая впоследствии стала всемирно известной: «Доктор Ливингстон, я полагаю?» (англ. Dr. Livingstone, I presume?). Именно так и называется игра — исп. Livingstone Supongo.
В русскоязычных публикациях главный герой именовался Ливингстоном, и его целью являлся поиск похищенных волшебных камней для богини, которая с их помощью установит мир в джунглях или освободит похищенную девушку.

## Игровой процесс

Игровой процесс Livingstone Supongo, версия для DOS. Стэнли, спускаясь на бревне по реке и водопаду, использует шест для прыжка. Сила применения от 3 до 4, темная полоска — запас еды, светлая — воды. Под водопадом — вход в пещеру, в реке — хищная рыба, а на утёсе двигается скорпион и растёт пальма, на которой сидит обезьяна и бросается орехами. Один из орехов пролетает над головой Стэнли

Игра представляет собой приключенческий платформер, выполненный в растровой спрайтовой графике. Игровой мир занимает 63 экрана. Игрок управляет Стэнли, задачей которого является поиск Ливингстона. В пути его предостерегает множество опасностей — дикие животные, естественные преграды, враждебные племена и другие. В зависимости от типа местности и населяющих их монстров, экраны игрового мира разделены на восемь уровней (джунгли, пещера, река и др.). Во время своего путешествия Стэнли нужно пройти священный храм в Уджиджи (начало 7-го уровня), и для этого требуется предварительно собрать пять священных камней. Если по приходе в храм их у путешественника нет, то жрица его не пропускает.

### Возможности Стэнли
Управляемый игроком персонаж может перемещаться по горизонтали, приседать и прыгать. Для уничтожения врагов и преодоления препятствий у него есть бумеранг, нож, граната и шест. Каждый из этих предметов может использоваться бесконечное количество раз, но только пока применяемый предмет не исчез (вылетев за экран или из-за столкновения с препятствием), использовать его повторно нельзя. Помимо этого, игрок может регулировать силу применения. Бумеранг, нож и граната позволяют уничтожать врагов, и при этом каждое оружие обладает своими особенностями.
Стэнли может бросать бумеранг, который летит по эллиптической траектории сквозь непроходимые препятствия, а затем возвращается к точке броска с обратной стороны. При этом, чем больше сила броска, тем больший эллипс описывает бумеранг. Бросаемый нож не преодолевает препятствия, и начинает лететь с задаваемой силой горизонтальной скоростью и под действием силы тяжести. Как следствие, траекторией является парабола, и нож постепенно падает вниз. Третьим оружием является граната, бросок которой происходит вверх по диагонали. На неё действует сила тяжести и траектория представляет параболу. Если граната встречается с твёрдым препятствием, то она взрывается, уничтожая своим взрывом как находящихся рядом врагов, так и самого Стэнли.
Последним применяемым предметом является шест, с помощью которого Стэнли выполняет дальние прыжки. Для использования шеста требуется опора, находящаяся перед игровым персонажем (см. илл.). Далее, с места и опираясь на шест, путешественник делает прыжок. Таким образом, Стэнли может выполнять как небольшие обычные прыжки с разгона по горизонтали, так и дальние прыжки с помощью шеста.
Если герой находит священный камень, то ему добавляется одна жизнь. Жизнь может быть потеряна от жажды или голода. Здесь имеется два соответствующих показателя, значение которых уменьшается со временем. Каждое из них можно пополнить, если найти в игровом мире съедобные или питьевые предметы.

### Игровые механики
У игрока имеется 8 жизней, одну из которых он, как правило, теряет при столкновении с вражескими персонажами или бросаемыми ими опасными предметами. Например, в первом случае это может быть ядовитая змея, а во втором — стреляющий из лука туземец. Герой может погибнуть от естественных преград: попав в болото, утонув в реке и т. п. Некоторые враждебные персонажи бросают в Стэнли предметы (например, обезьяна бросает орехи), которые выводят путешественника из строя, и из-за этого некоторое время управляемый игроком персонаж не может ничего сделать.
В игре присутствуют враги с особенным поведением. Так, главного героя на некоторых экранах преследует птица, которая, если доберется до Стэнли, то уносит его в своё гнездо и там оставляет, и герою приходится оттуда выбираться. Или, если Стэнли попадает в яму-ловушку, то в ней у него могут забрать жизнь появляющиеся в случайном месте экрана глаза. Если врага можно убить, то для устранения необходимо попасть в него бросаемым предметом, и за это даются очки. Помимо этого, в игре есть различные игровые механики. Так, на нескольких экранах имеется тумблер, который переключается при попадании в него бумеранга, что изменяет другие элементы игрового мира и позволяет герою выбраться из ямы-ловушки или убрать препятствие на пути. Для перемещения по реке Стэнли забирается на бревно (на илл.), которое плывёт по течению с определённой скоростью, и при этом персонаж может выполнять на нём какие-либо действия.

## Разработка и выпуск
Игра является первой, которая была разработана и выпущена студией Opera Soft. Это произошло во время расцвета золотого века испанской индустрии компьютерных игр. Над игрой работали Хосе Антонио Моралес Ортега и Гонсало Суарес Жирар.
В 1986 году для своего дебюта компания Opera Soft разработала три игры: Livingstone Supongo, The Last Mission и Cosa Nostra. Исторически так сложилось, что Livingstone Supongo из этих игр была выпущена первой. «Отцом игры» считается Хосе Антонио Моралес Ортега, который в это время являлся одним из ключевых сотрудников компании. Livingstone Supongo появилась в результате его поездки на автобусе из Мадрида в город Моралес, расположенный в испанской провинции Гранада:
По дороге в Андалусию находится ресторан в виде мельницы, возле которого остановился автобус. Я был в баре, где заказал сэндвич с освежающим напитком, и в это время увидел музыкальную обложку, на которой был нарисован исследователь — и это стало вдохновением. В течение последующей сотни километров я принял решение о создании игры.
Оригинальный текст (исп.)En la carretera de Andalucía hay un restaurante con forma de molino donde paraba el autobús. Estaba en el bar tomando un bocadillo y el refresco de turno y vi una cinta de música que tenía dibujado un explorador en la portada, esa fue la inspiración. Durante los siguientes cuatrocientos kilómetros de viaje acabé de idear el juego.

По словам Хосе Антонио Моралеса Ортеги, когда они работали над игрой, то у них был сценарий, подлежащий реализации. И получилось так, что как раз когда они закончили создание задуманного игрового мира, то у разработчиков закончилась доступная память (40 килобайт).
Livingstone Supongo была выпущена Opera Soft в Испании в ноябре 1986 года для компьютеров Amstrad CPC. Впоследствии в 1987 году вышли портированные версии игры для ряда платформ: ZX Spectrum, Commodore 64, MSX, MSX 2, DOS, Amastrad PCW, Atari ST. Livingstone Supongo была адаптирована и выпущена компанией Alligata Software Ltd в Великобритании под названием Livingstone I Presume. Игра была локализована на английский язык. Так как издатель посчитал игру слишком сложной, то в поставку была включена возможность использования чит-кода бесконечных жизней и карта первых четырёх уровней игрового мира. Livingstone Supongo распространялась в других странах Европы, где Alligata Software занималась дистрибуцией в Германии, а Opera Soft во Франции.
Livingstone Supongo вошла в состав нескольких сборников. В 1987 году вышел сборник Pack Monstruo (с исп. — «Подборка монстров»), изданный компанией Dinamic Software, и в него вошла Livingstone Supongo. В 1989 году игра была выключена в состав сборника Opera Storys 1, в который вошли игры издателя Opera Soft. В январе 1990 года вышел один из сборников журнала MicroHobby под названием MicroHobby issue 195: Tape 18, c Livingstone Supongo. Помимо этого, игра вошла в сборник Pack Opera 25 (с исп. — «Пакет компании Opera Soft 25»), который состоял из 26 игр и был выпущен Digital Dreams Multimedia в 1994 году.
Также существует русскоязычная версия игры для DOS, выпущенная киевским ПО «Электронмаш».

## Оценки и мнения
| Иноязычные издания    | Иноязычные издания | Иноязычные издания | Иноязычные издания | Иноязычные издания | Иноязычные издания |
| Издание               | Оценка             | Оценка             | Оценка             | Оценка             | Оценка             |
| Издание               | Amstrad CPC        | Atari ST           | Commodore 64       | MSX                | ZX Spectrum        |
| --------------------- | ------------------ | ------------------ | ------------------ | ------------------ | ------------------ |
| ACE                   |                    | 837                |                    |                    |                    |
| ASM                   | 45/60              |                    |                    |                    |                    |
| Amstrad Computer User | 17/20              |                    |                    |                    |                    |
| Crash                 |                    |                    |                    |                    | 77 %               |
| CVG                   | 7/10               |                    | 7/10               | 7/10               |                    |
| Génération 4          |                    | 75 %               |                    |                    |                    |
| MicroHobby            |                    |                    |                    |                    | 49/60              |
| Micromanía            | 17/20              |                    |                    |                    |                    |
| Sinclair User         |                    |                    |                    |                    | 8/10               |
| The Games Machine     |                    | 69 %               |                    |                    |                    |
| Your Sinclair         |                    |                    |                    |                    | 7/10               |

Игровая пресса Испании встретила игру восторженно, а впоследствии, после выхода Livingstone Supongo в других странах, европейские обозреватели отзывались об игре более сдержанно. Критики отметили хорошее качество графики и анимации, а также высокую сложность игры, в которой необходимы как точность выполняемых действий, так и стратегическое планирование.
Первая статья об игре вышла в испанском журнале Micromania, где было сообщено, что качество игры позволит ей конкурировать с ведущими игровыми компаниями мира. Редакция отметила «идеальный сеттинг», восхитительную графику, множество приятных сюрпризов и плавность анимации. Основную сложность игры, по высказанному мнению, составляет необходимость точного выполнения игровых действий. В обзоре MicroHobby игра была описана как оригинальное и увлекательное сочетание различных элементов, а игровой процесс, в отличие от существующих тогда «стрелялок», отличался необходимостью планирования. По мнению журналистов, первый продукт Opera Soft был «мастерски» создан. Согласно сообщению Sinclair User, лицензию на распространение игры в Великобритании Alligata Software приобрела после того, как Livingstone Supongo стала «фантастически сенсационной» на испанском рынке.
Положительные отзывы о качестве графики и анимации были оставлены в ряде публикаций: CRASH, Aktueller Software Markt, MicroHobby, ACE. Так, журналист CRASH Пол обратил внимание на то, что графика и анимация хорошо прорисованы и в ней отсутствуют наложения цветов. Там же он указал на то, что происходящее в Livingstone Supongo хорошо ложится на сценарий, а создаваемая игрой атмосфера «идеальна». Другой рецензент CRASH, Рики, описал Livingstone Supongo как приятную комбинацию нового и старого, которая разнообразием вооружения путешественника двигает жанр платформеров немного дальше. Большинство экранов, по мнению критика, задают вопрос «И как теперь двигаться дальше?», при этом задача не расстраивает игрока, а при прохождении вознаграждает. Третий обозреватель CRASH Бен отметил, что Livingstone Supongo отличается от всех других игр этого жанра. Кроме того он сообщил, что графика в игре выше среднего, но при этом журналист выразил неуверенность в том, что игра увлечёт игрока надолго. В итоге обзора Livingstone Supongo была описана как скромная игра, удивляющая своим отполированным дизайном и интересным игровым процессом.
О сложности прохождения Livingstone Supongo отмечалось в нескольких журналах. Так, в The Games Machine и Computer and Video Games сообщили, что игру будет трудно полностью пройти, и сложность заключается как в точном позиционировании Стэнли при выполнении действия, так и в точном задании силы. Авторы обзоров посчитали, что Livingstone Supongo будет интересна хардкорным игрокам. Критик Aktueller Software Markt указал в игре на необходимость логического и тактического мышления. По мнению критика Sinclair User, игра приятная: не является «ужасно быстрой», в ней нет большого числа неприятных смертей, но есть много сложных задач, заставляющих игрока думать. Автор обзора посчитал игру сложной и согласился с критиком Aktueller Software Markt в том, что Livingstone Supongo имеет потенциал, чтобы стать очень популярной.
Звуковое сопровождение Livingstone Supongo оценивалось как «среднее» (Aktueller Software Markt) или «выше среднего» (CRASH).
Livingstone Supongo в обзоре Micromania сравнивалась с вышедшей ранее испанской игрой Sir Fred, которая за счёт своего качества завоевала статус одного из бестселлеров на международной арене. Данное сравнение с Sir Fred было поддержано в публикации Your Sinclair. Ещё одно игровое сравнение было в журнале ACE, где было сказано, что Livingstone Supongo подойдёт тем, кому понравилась игра Jack the Nipper II: In Coconut Capers.
В книге «Лучшие игры для ZX-Spectrum» Livingstone Supongo охарактеризована как трудная и «необычайно увлекательная игра», для которой важны «реакция и глазомер».
В 2017 году в журнале Retro Gamer Livingstone Supongo была описана как «несомненно одна из самых лучших игр, выпущенных испанской студией Opera Soft». В публикации похвалили портированную версию на MSX, так как она, по мнению журналистов, обладает яркой цветной графикой, которая не имеет недостатков скроллинга из-за выбранного формата перехода между игровыми экранами.

## Влияние
Livingstone Supongo стала успешной не только в Испании, но и в Англии. Это позволило компании в последующее время выпустить ряд игр, таких как Cosa Nostra, Goody и The Last Mission. Считается, что по успешности из всех игр Opera Soft Livingstone Supongo превосходит только La Abadía del Crimen, выпущенная существенно позже. В то же время, в ретроспективе Livingstone Supongo рассматривается как одна из самых сложных игр своего времени.
Игра создавалась в условиях, когда жанр приключенческих платформеров потерял популярность, и начал смещаться в сторону головоломок, заключающихся в необходимости различного использования предметов игрового мира. В Livingstone Supongo были предложены другие игровые механики, требующие от игрока на каждом экране точного выполнения нескольких действий, или иначе управляемый игроком персонаж погибал. Также были добавлены другие элементы, вносящие разнообразие в игровой процесс, например, необходимость поиска всех священных камней для перехода к новой фазе игры.
В истории испанских игр Livingstone Supongo имела самую противоречивую концовку: когда Стэнли находил исследователя, то его диалог начинался с вопроса «Livingstone Supongo?» и ответа «No» (исп. Нет). Данный приём Opera Soft использовала и в последующем, например в игре Goody главный герой после взлома сейфа банка Испании обнаруживал, что он пуст.
В 1989 году Opera Soft выпустила сиквел Livingstone Supongo II, над которым работали другие сотрудники компании. В отличие от первой части, Livingstone Supongo II потеряла свою свежесть и оригинальность. Но тем не менее считается, что влияние Livingstone Supongo в популярной культуре сохранилось на годы, а сама игра заняла почётное место среди игр 1980-х годов.